# 七尾藍佳
七尾 藍佳（ななお あいか、1978年5月26日 - ）は、ジャーナリスト、国際メディアコンサルタント、元ブルームバーグ東京支局所属の記者。
2011年3月まではフリーキャスター、ラジオパーソナリティ、リポーターとして活動していた。所属事務所は、ブルーミングエージェンシー。

## 人物
アメリカワシントンD.C.出身。外交官であった父親の仕事の関係でジュネーヴ、韓国、サンフランシスコなどを転々とする。その影響もあって英語のほかフランス語、スペイン語も堪能であると言われるが詳細は不明。日本テレビ系『NEWS ZERO』でリポーター、金曜キャスターを務めていた。

## 経歴
- 学習院初等科、学習院女子中等科卒業。
- アメリカ合衆国のConvent Of the Sacred Heart High School（カリフォルニア州サンフランシスコ）卒業。
- 東京大学教養学部文科一類に帰国子女枠で入学し、教養学部地域文化研究学科に進学。在学中に交換留学生として、チリのカトリカ大学へ留学。帰国後、東京大学教養学部地域文化研究学科アメリカ科卒業。
- 2008年3月29日に東京大学の先輩である新聞記者の男性（当時32歳）と結婚したが、2010年6月に離婚した[1][2]。七尾の離婚については、自身のブログで発表され、当時の所属先のブルーミングエージェンシーも認めていた。
- 2011年3月末で『NEWS ZERO』のリポーター・キャスターを降板。同年4月から、外資系の経済・金融専門の通信社に入社すると自身のブログやツイッターで発表している。同年5月1日付けのスポーツ報知は、ブルームバーグに入社したと報じている[3]。
- 以降ブルームバーグの記者活動のほか、経済関連のテレビ番組にキャスターとして出演していたが、のちに退職。
- 2015年4月より産業能率大学経営学部の兼任講師を務める。

## エピソード
- 「アメリカでの高校生時代、外交官である父親が前任者から引き継いだ高級車を私用で乗り回していた」とラジオで話した。現在の愛車はプジョー・307CC。
- 2008年4月22日、山口県光市母子殺人事件の裁判の判決が出た後、マスコミのインタビューに答えた被害者遺族の男性に対し、「死刑判決が出て果たして、アナタ自身は、いつか癒されるのか、救われることがあるのか、その気持ちを聞かせていだだけますか」などと質問し、男性を困惑させた。
- 2007年自由民主党総裁選挙では、自身のブログに「麻生クーデター説」をほのめかす記述をした。それに対する批判的なコメント（紳士的な意見が大半であった）は説明無く削除され、賛同コメントのみが掲載し続けられる。その後、該当するエントリー自体を何ら説明無く削除。2008年8月24日現在、ブログはコメント拒否状態となっている。
- アメリカ合衆国とバラク・オバマ、英語、マスメディアが好きなようで、オバマ関連のエッセイを自身のブログサイトに数多く載せている。
- 日本の報道と諸外国の報道とを比較したエッセイを載せる場合「世界はどう報道したのか」と書き始めることが多いが、アメリカと日本の報道比較以外、論じることはない。
- ブログに著名経済誌（エコノミストなど）や新聞社コラムからの引用、また友人筋から聞いた話を専門家筋からの話として載せているが、独自取材を情報源とした記事掲載は見られない。
- ニューヨーク・タイムズやエコノミスト、CNNなどの海外報道も掲載しているが、それに基づく独自取材を行うことはなく、当該記事を自己流に翻訳し紹介・解説するに留まっている。
- ガンダムフリークを自称している。
- ブログでは、キャスターという立場やキャリアがあるので本音は語らないとしている。
- バラエティ番組『ネプリーグ』（フジテレビ系）にインテリチーム一員として出演した際、その傲慢な態度から、同じチームのふかわりょうに「七尾さんと同じチームですが、七尾さんのこと嫌いです」と言われた。
- 2011年4月からはサラリーマンになるとツイッター上でつぶやいた。同年4月以降は、公式ブログについては更新を停止。朝日出版社に執筆していたブログ「七尾藍佳 Express Yourself」は2011年4月20日付け記事で最終回になった。
- 2011年5月1日付けスポーツ報知では、キャスター業は休業中と報道している[3]。ただしブルームバーグ入社後も、以前から所属していたブルーミングエージェンシーの公式サイトには所属タレントして掲載され続けてきたが、2012年3月までにブルーミングとの契約を解除された。のちに2015年に再度同社所属となる。

## 出演番組
- Insight （2002年10月 - 2003年3月、Love FM）
- 立花裕人のMORNING FREEWAY（2003年4月 - 2004年9月、TOKYO FM） - アシスタント
- 6Sense（2004年10月 - 2006年3月、TOKYO FM） - パーソナリティ
- Eyes on Japan（2006年4月 - 9月、JFNC） - パーソナリティ
- NEWS ZERO（2006年10月 - 2011年3月、日本テレビ） - フィールドキャスター
- ホンマでっか!?TV（フジテレビ） - ゲスト
- ネプリーグ芸能界常識王決定戦（2011年1月10日、フジテレビ）
- 明日に架ける橋（2011年4月、TOKYO FM） - パーソナリティ
- ビジネス・クリック（2011年4月27日 - 2012年3月30日、TBSテレビ） - ブルームバーグキャスター
- BSフジLIVE プライムニュース（BSフジ） - ブルームバーグキャスター